# バイチ・ジリンスキ通り駅
座標: 北緯47度30分00秒 東経19度03分19秒 / 北緯47.50000度 東経19.05528度
バイチ・ジリンスキ通り駅（-どおりえき）とはハンガリー共和国ブダペスト県ブダペスト市6区に位置するブダペスト地下鉄1号線の駅である。駅名は第二次世界大戦時のレジスタンスの主導者であり、独立小農業者党の党員であった、エンドレ・バイチ・ジリンスキに因んでいる。

## 駅構造
- 相対式ホーム2面2線を有す地下駅。

## 駅周辺
- バイチ・ジリンスキ通

## 歴史
- 1896年5月2日 - 開業。

## 隣の駅
ブダペスト地下鉄
■1号線
デアーク・フェレンツ広場駅 - バイチ・ジリンスキ通駅 - オペラ駅